# Episodi di Van Helsing (terza stagione)
La terza stagione della serie televisiva Van Helsing è stata trasmessa in prima visione negli Stati Uniti d'America da Syfy dal 5 ottobre al 28 dicembre 2018.
In Italia, la stagione è stata pubblicata da Netflix il 25 febbraio 2019.
| nº | Titolo originale | Titolo italiano          | Prima TV USA     | Pubblicazione Italia |
| -- | ---------------- | ------------------------ | ---------------- | -------------------- |
| 1  | Fresh Tendrils   | Risorta                  | 5 ottobre 2018   | 25 febbraio 2019     |
| 2  | Super Unknown    | Il Totem                 | 12 ottobre 2018  | 25 febbraio 2019     |
| 3  | I Awake          | Rivivere il passato      | 19 ottobre 2018  | 25 febbraio 2019     |
| 4  | Rusty Cage       | In gabbia                | 26 ottobre 2018  | 25 febbraio 2019     |
| 5  | Pretty Noose     | Maledetta Apocalisse     | 2 novembre 2018  | 25 febbraio 2019     |
| 6  | Like Suicide     | Sangue di B'Ah           | 9 novembre 2018  | 25 febbraio 2019     |
| 7  | Hunted Down      | Il cacciatore di topi    | 16 novembre 2018 | 25 febbraio 2019     |
| 8  | Crooked Steps    | Solo una sopravviverà    | 23 novembre 2018 | 25 febbraio 2019     |
| 9  | Loud Love        | Loveland                 | 30 novembre 2018 | 25 febbraio 2019     |
| 10 | Outside World    | Il sangue del sacrificio | 7 dicembre 2018  | 25 febbraio 2019     |
| 11 | Been Away        | La sorellina             | 14 dicembre 2018 | 25 febbraio 2019     |
| 12 | Christ Pose      | La fortuna non esiste    | 21 dicembre 2018 | 25 febbraio 2019     |
| 13 | Birth Ritual     | Tra luce ed oscurità     | 28 dicembre 2018 | 25 febbraio 2019     |